# Squeeze the Trigger
Squeeze the Trigger – album kompilacyjny niemieckiego muzyka Aleca Empire, wydany w 1997 roku przez Digital Hardcore Recordings. Zawiera utwory artysty wcześniej wydane jako single pod różnymi pseudonimami. Wydanie japońskie zawiera drugą płytę z wcześniej niewydanymi utworami Empire’a.

## Lista utworów
1. „Squeeze the Trigger” (oryginalny tytuł: „Squeeze the Trigger (Version One)”) - 6:15 (pod pseudonimem ECP feat. The Slaughter of Acid)
2. „Silver Pills” - 6:36 (pod pseudonimem ECP feat. The Slaughter of Acid)
3. „Fuck the Shit Up” - 3:29 (pod pseudonimem ECP feat. The Slaughter of Acid)
4. „Streets of Gold” - 6:35 (pod pseudonimem ECP feat. The Slaughter of Acid)
5. „The King of the Street” - 5:22 (pod pseudonimem The King of the Street feat. The Brothers Crush)
6. „The Brothers Crush” - 6:38 (pod pseudonimem The King of the Street feat. The Brothers Crush)
7. „The Drum and the Bass” - 5:18
8. „Generate” - 4:53 (pod pseudonimem E.C.P.)
9. „Euphoric” - 5:42 (pod pseudonimem E.C.P.)
10. „The Destroyer” (oryginalny tytuł: „The Theme”) - 5:53
11. „Burn Babylon Burn” - 3:35
12. „Destruction” - 4:54
13. „I Am You (Identity)” (oryginalny tytuł: „Identity”) - 5:22

CD2
1. „Hectic” - 6:15
2. „L.E.A.” - 5:05
3. „In Between Two Girls” - 3:13
4. „Rise of the Lion” - 2:32
5. „I Want Action” (Demo Version) - 5:00